# Iulian Filipescu
Iulian Sebastian Filipescu (ur. 29 marca 1974 w Slatinie) – rumuński piłkarz, występujący na pozycji prawego obrońcy lub defensywnego pomocnika. Jest wychowankiem Fauru Bukareszt, ale już w wieku osiemnastu lat trafił do Steauy Bukareszt, z którą do 1997 roku corocznie wygrywał mistrzostwo Rumunii. Po Euro 1996 wyjechał do Turcji, do Galatasaray SK, gdzie kontynuował dobrą passę. Łącznie od 1992 do 1999 roku każdy sezon kończył zdobyciem tytułu mistrza kraju - pięciokrotnie Rumunii i trzykrotnie Turcji. Na początku 1999 roku przeniósł się do Realu Betis, gdzie wkrótce - w sezonie 1999–2000 - poznał smak spadku z ligi. Jednak zespół już po roku wrócił do Primera División. Filipescu w ekstraklasie hiszpańskiej rozegrał w ciągu czterech sezonów 93 mecze. Od 2003 roku grał w FC Zürich, ale nie zawsze mieścił się w wyjściowym składzie. Po sezonie 2005–2006, który zakończył jako mistrz Szwajcarii, odszedł do drugoligowego MSV Duisburg.
W reprezentacji Rumunii zadebiutował dopiero w marcu 1996 roku, a kilka miesięcy później jako rezerwowy pojechał na Euro 1996. Później był już podstawowym zawodnikiem drużyny, która doszła do drugiej rundy Mundialu 1998 oraz Euro 2000. Ostatni raz wystąpił w kadrze we wrześniu 2002 w meczu eliminacji Euro 2004 przeciw Bośni i Hercegowinie.

## Sukcesy piłkarskie
- mistrzostwo Rumunii 1993, 1994, 1995, 1996 i 1997, Puchar Rumunii 1996 i 1997 oraz Superpuchar Rumunii 1994 i 1995 ze Steauą Bukareszt
- mistrzostwo Turcji 1997, 1998 i 1999 oraz Puchar Turcji 1999 z Galatasaray Stambuł
- awans do Primera División w sezonie 2000–2001 z Realem Betis
- mistrzostwo Szwajcarii 2006 oraz Puchar Szwajcarii 2005 z FC Zürich